# 광산군 (1958년 선거구)
광산군은 대한민국의 옛 국회의원 선거구이다. 당시 전라남도 광산군의 전 지역을 관할했다.

## 역사
제4대 국회의원 선거를 앞두고 광산군 갑, 광산군 을 선거구가 통합되면서 신설되었다.
1963년 1월, 광주시 송석동·등룡동·학승동이 광산군 대촌면으로, 광주시 서호동·방하동·신호동이 광산군 서창면으로 편입되었다. 이에 제6대 국회의원 선거를 앞두고 광주시 병에 속했던 일부 지역들을 편입했다.
제9대 국회의원 선거를 앞두고 나주군 선거구와 통합되어 나주군·광산군 선거구를 이루게 되면서 폐지되었다.

## 역대 국회의원
| 선거   | 정당 | 정당       | 의원   |
| ------ | ---- | ---------- | ------ |
| 1958년 |      | 자유당     | 이정휴 |
| 1960년 |      | 민주당     | 고몽우 |
| 1963년 |      | 민주공화당 | 박종태 |
| 1967년 |      | 민주공화당 | 박종태 |
| 1971년 |      | 민주공화당 | 오중열 |

## 역대 선거 결과

### 대한민국 제4대 국회의원 선거
|  | 68.58% |

|  | 31.41% |

### 대한민국 제5대 국회의원 선거
|  | 37.80% |

|  | 13.42% |

|  | 13.41% |

|  | 11.27% |

|  | 8.54% |

|  | 4.17% |

|  | 4.05% |

|  | 3.89% |

|  | 3.41% |

|  | 0% |

|  | 0% |

### 대한민국 제6대 국회의원 선거
|  | 32.04% |

|  | 25.16% |

|  | 11.20% |

|  | 8.47% |

|  | 8.26% |

|  | 7.51% |

|  | 7.33% |

### 대한민국 제7대 국회의원 선거
|  | 50.10% |

|  | 33.93% |

|  | 11.37% |

|  | 3.38% |

|  | 1.18% |

|  | 0% |

### 대한민국 제8대 국회의원 선거
|  | 54.16% |

|  | 44.05% |

|  | 0.90% |

|  | 0.53% |

|  | 0.33% |